# Niccola Gabiani
Niccola Gabiani (Asti, 14 agosto 1858 – Asti, 14 aprile 1940) è stato uno storico italiano.

## Biografia
Onor, vanto d'la sità.

Om d'ingegn e d'gran coltura,

E studios d'antichità....»
onore e vanto della città

uomo d'ingegno e di gran cultura

e studioso d'antichità...»
(anonimo)
Nato nel Rione Cattedrale, in piazzetta San Brunone, fece studi tecnici e venne assunto presso gli uffici tecnici municipali della città di Asti. Si interessò per tutta la sua esistenza della storia della città con scritti e trattazioni di archeologia, numismatica, folklore e tradizioni, geologia.
Nel 1911 venne nominato Regio Ispettore onorario per gli scavi, monumenti e oggetti d'arte del Circondario di Asti ed in seguito Regio Ispettore onorario bibliografico.
Divenne commissario di sorveglianza della Biblioteca ed il museo alfieriano.
Nel 1927, pubblicò una storia di Asti intitolata "Asti nei suoi principali ricordi storici".
Nel 1930 sovraintendette personalmente i restauri del Battistero di San Pietro in Consavia ad Asti, della Torre Rossa e della chiesa di Santa Maria Ausiliatrice di Borgo Viatosto.
Appassionato di documenti locali, viene considerato da molti studiosi il primo importante revisore della storia astigiana con il merito di aver dato una precisa e definitiva sistemazione delle fonti, completando il lavoro iniziato dal predecessore Carlo Vassallo.
È stato socio corrispondente della Regia Accademia di Scienze, Lettere ed Arti di Modena (dal 1898), socio della Società di Archeologia di Torino e membro della Commissione provinciale di Alessandria di Storia, Arte ed Archeologia.

## Scritti e pubblicazioni
Le sue opere sono entrate nel pubblico dominio il 14 aprile 2010 dopo 70 anni dalla sua morte.
- Asti cenni storici e geografici ad uso delle scuole, Asti, Paglieri e Raspi, 1890
- Notizie sulla Ferrazza o politica della città di Asti, dal XIV al XVIII secolo, Torino, Roux e C., 1892
- Memorie della Contessa Pelletta di Cossombrato, Torino, Roux e C., 1893
- La Chiesa di San Francesco in Asti, Torino, Paravia, 1894
- Poesie edite ed inedite del Conte F. Morelli d'Aramengo, 3 vol., Asti, Brignolo, 1895-1899
- Chiesa e Convento di San Bernardino in Asti, Pinerolo, Tip. Sociale, 1898
- La Biblioteca di Vittorio Alfieri in Montpellier, Torino, Tip. Gazzetta del Popolo, 1901-1902
- Dell'antica insegna del Comune di Asti, Alessandria, Piccone, 1902
- Il passaggio per Asti di Pio VII e di Napoleone I (1804-1805), Alessandria, Piccone 1902
- Claudio Graiano e la disfida di Barletta , Asti, Paglieri e Raspi, 1903
- Perché l'Alfieri fu Misogallo, Asti, Brignolo 1903
- Rivoluzione, Repubblica e Controrivoluzione di Asti nel 1797, Pinerolo, Chiantore, 1903
- Il primo centenario della morte di V. Alfieri, Asti, Paglieri e Raspi, 1903
- Le torri le caseforti i palazzi nobili medioevali in Asti, Pinerolo-Asti, 1906
- Gli atti della Società del Popolo di Asti dal 1312 ad 1323 e gli Statuti della Società dei militi (con F. Gabotto), Pinerolo-Asti 1906
- Le Carte della'Archivio Capitolare di Asti, (830-1237) (con F. Gabotto), Pinerolo, 1907
- La Corsa del Palio e la festa di S.Secondo in Asti, Asti, Paglieri e Raspi, 1909
- Il ritorno dei Reali di Savoia dall'esilio (Soggiorno in Asti negli anni 1813-1815), Asti Tip. Popolare, 1912
- Per l'inaugurazione della ferrovia Asti-Chivasso, Asti, Brignolo, 1912
- Bricciche di storia religiosa astigiana, Tradizioni e leggende, Asti, Tip. Popolare, 1913
- L'invasione del Borgo di Santa Maria Nuova in Asti da parte degli Spagnuolinell'anno 1650, Alessandria, Gazzotti, 1914
- Carlo Emanuele I di Savoia e due trattati d'Asti (1614-1615), Asti, Brignolo, 1915
- Chiesa e Convento della "Maddalena" o dei PP. Predicatori di S.Domenico in Asti, (1218-1802), Torino, Bocca, 1918
- La Cattedrale di Asti nella storia e nell'arte, Asti, Vinassa, 1920
- Giuseppe Maria Bonzanigo da Asti, intagliatore in legno ed in avorio (1745-1820), Torino, Unione Tip. Edit. , 1920
- Il Vescovo d'Asti ed i moti del 1821, Asti, Paglieri e Raspi, 1921
- Monsignor Filippo Artico e due lettere inedite di Silvio Pellico, Asti, Paglieri e Raspi 1921
- Carteggio dantesco di Gianbattista Giuliani, Torino-Pinerolo, Tip. Social, 1921
- L'Asilo infantile G.B.Arri, Asti, 1922
- La soppressa Chiesa della "Misericordia" in Asti, Asti, Paglieri e Raspi, 1923
- Intorno alle più antiche Carceri di Asti, Asti, Paglieri e Raspi, 1924
- Museo Civico nel Palazzo Alfieri in Asti, Asti, Paglieri e Raspi, 1926
- Asti nei principali suoi ricordi storici, Asti, Varesio 1927, vol I
- Il Duomo d'Asti, (quarta chiesa episcopale), Asti, Paglieri e Raspi, 1928
- Asti ed Emanuele Filiberto di Savoia, in Biblioteca della Società Storica Subalpina, vol. CIX, Provincia di Alessandria, 1929
- Asti nei principali suoi ricordi storici, Asti, Varesio 1929, vol II, parte 1
- Asti antica e moderna, Asti, San Giuseppe, 1930
- Asti nei principali suoi ricordi storici, Asti, Varesio 1930, vol II, parte 2
- La Corsa del Palio in Asti e la Musa Popolare locale, Vinassa 1931
- Lettere a mamma Margherita dalla Corte Sabauda di Teofilo Barla (10 gennaio 1848 - 7 aprile 1851), Asti, Vinassa 1933